# Muhammad Yakub Beg
Muhammad Yakub Beg conegut només com a Yakub Beg (Pixkent, 1820/1826-1877) fou sobirà de Kashghària del 1865 al 1877.

## Biografia
Va néixer a Pixkent (Pishkend) prop de Taixkent fill de Pir Muhammad Mirza un autoproclamat descendent dels timúrides, originari del Karatigin, que va ser cadi a Kurama i es va instal·lar a Pixkent el 1818. Destinat a ser mulla, finalment per influència el seu cunyat Nur Muhammad Khan, governador de Taixkent, va entrar a l'exèrcit del kan de Kokand; el 1845 amb el rang de kashbegi fou encarregat de la defensa d'Ak Masjid. Allí es va casar amb una dona quiptxaq de Juelik que li va donar el seu primer fill Beg Kuli Beg (nascut el 1848). El 1853 va haver d'abandonar Ak Masjid davant els russos; el 1864 era defensor de Čimkend (Tximkent) quan altre cop es va haver de retirar davant els russos; va arribar amb les seves forces a Taixkent on es va unir a l'home fort Alim Kul, virtual governant del kanat (que era un noble d'origen uzbek) el qual, per eliminar un potencial rival, el va enviar el 1865 amb 66 homes a Kashghar per sostenir les reclamacions del cap de la família dels khoges (Khoja, khwaja, khwadja...) Buzurg Khan, que havia estat cridat per l'usurpador Siddik beg per legalitzar el seu poder; però Siddik Beg fou assassinat en una venjança sagnant, i Buzurg Khan, reconegut a Kashghar, es va reconèixer al seu torn vassall del kan de Kokand; va nomenar com a kashbegi o cap militar a Yakub Beg; l'arribada de refugiats de Kokand (ocupada pels russos el maig del 1865) li va permetre fer front als xinesos que assetjaven Kashghar, els quals es van haver de retirar; el 1866 va consolidar el seu poder estenent_se a la part sud del Turquestan Oriental i el 1867 Yakub va eliminar a Buzrug Khan. L'emir de Bukharà li va donar el títol d'atalik ghazi.
El 1870 Yakub va derrotar els dungans (xinesos musulmans turquitzats) als que va expulsar d'Urumchi, controlant així la major part del Turquestan oriental excepte la vall del riu Ili ocupada per Rússia aquell mateix any. La seva administració es va basar amb la xaria (de manera estricta) i el seu exèrcit fou eficaç. Yakub basava bona part del seu poder en els seus parents i amics de Kokand; només el khoja Hakim Khan i Niyaz Beg de Khotan es van apartar d'aquesta classificació; al final de l'estat però, els dos van abandonar el vaixell i es van disputar el poder. Va concloure tractats comercials amb Rússia (1872) i Gran Bretanya (1873), i fou reconegut per l'Imperi Otomà (la bandera del qual va adoptar) com emir de Kashghària, rebent una limitada ajuda militar.
El 1876-1877 els xinesos, a les ordes de Zuo Zong, van reconquerir el Turquestan oriental. La mort de Yakub Beg, per causes incertes, hauria tingut lloc el 29 de maig de 1877. El Times de Londres i la Gaseta de Turquestan de Rússia van dir que havia mort després d'un certa malaltia; els historiadors contemporani Musa Sayrami (1836–1917) diu que fou enverinat a Korla per l'antic hakim (governador local) de Yarkand, Niyaz Hakim Beg, que després va entrar en una conspiració amb els xinesos; però Niyaz Beg en una carta a les autoritats xioneses, negava tota relació amb la mort de Yakub i deia que s'havia suïcidat. No hi ha constància que pogués morir en batalla amb els xinesos. Els escriptors contemporanis musulmans diuen que fou enverinat mentre els xinesos accepten la teoria dels suïcidi però els historiadors moderns consideren més probable la mort per causes naturals; en canvi els historiadors del seu temps van pensar que havia estat enverinat pels xinesos o almenys que havia estat assassinat. La data és incerta: l'historiador Sarayma diu que fou el 28 d'abril de 1877 però el rus Przewalski s'hi va entrevistar el 9 de maig, el que fa impossible aquella data; les fonts xineses donen el 22 de maig; Kuropatkin diu el 29 de maig o el 30 de maig de 1877. En tot cas finals de maig és la data més probable.

## Successió
Després d'una breu guerra civil per la seva successió, el fill Beg Kuli Beg va assolir el poder però el febrer del 1878 va haver de fugir a Kokand. D'allí va intentar entrar altre cop al Turquesta oriental almenys dues vegades fins al 1881.
Quan els xinesos van entrar a Kashghar, el seu cos fou cremat amb brosa junt amb el del seu fill Ishana Beg, el que va molestar a la població, però un projecte de revolta dirigit pel khoja Hakim Khan fou aplanat pels xinesos Quatre fills i dos nets foren capturats pels xinesos, un dels fills fou decapitat i un dels nets va morir i la resta van ser castrats i donats com esclaus a militars xinesos. Quatre fills, quatre nets (dos nets i dues netes) i quatre esposes, li van sobreviure, però o bé van morir a la presó a Lanzhou, Gansu (Kansu), o foren assassinats més tard pels xinesos. Els seus fills Yima Kuli, K'ati Kuli, Maiti Kuli, i el net Aisan Ahung eren els únics que quedaven vius el 1879; tots eren menors d'edat però foren portats a judici i condemnats a mort en arribar als 11 anys els que foren declarats culpables o a ser castrats i servir com esclaus eunucs els que eren innocents: finalment foren tots castrats i van entrar com esclaus eunucs al servei del palau imperial.
Els xinesos van considerar a Yakub Beg un aventurer exterior que va imposar un règim islàmic sobre una població multiètnica i multireligiosa